# همه چیز درباره ایو (مجموعه تلویزیونی)
همه چیز دربارهٔ ایو (کره‌ای: 이브의 모든것؛ انگلیسی: All About Eve) یک مجموعه تلویزیونی کره جنوبی سال ۲۰۰۰ با بازی چه ریم و کیم سو یون است. این مجموعه در مورد دو گزارشگر اخبار تلویزیونی جوان و زیباست که برای کسب مقام برتر در شبکه‌ای که در آن کار می‌کنند، رقابت می‌کنند. همه چیز دربارهٔ ایو از ۲۶ آوریل تا ۶ ژوئیه ۲۰۰۰، روزهای چهارشنبه و پنجشنبه ساعت ۲۱:۵۵ (کی‌اس‌تی) از ام‌بی‌سی برای ۲۰ قسمت پخش شد. این مجموعه به جز عنوان و پیش‌فرض رقابت زنانه، هیچ ارتباطی با فیلم سال ۱۹۵۰ با همین نام با بازی بتی دیویس ندارد.

## بازیگران
- چه ریم در نقش جین سون می
- کیم سو یون در نقش هو یونگ می
- جانگ دونگ گون در نقش یون هیونگ چول[۲]
- هان جه سوک در نقش کیم وو جین
- هیون سوک در نقش آقای جین، پدر سون می
- پارک وون سوک در نقش خانم سونگ، مادر وو جین
- پارک چول در نقش کیم سون دال
- کیم جونگ اون در نقش یو جو هی
- لی گون هی در نقش لی کیونگ هی
- پارک سوک چول در نقش شین کی دونگ
- یون گی وون در نقش چوی جین سو
- کیم هیو جین در نقش جو چو جه
- آن جونگ هون در نقش آن جون مو
- چوی جون یونگ در نقش به این سو
- هان این سو در نقش رئیس یون، پدر هیونگ چول
- لی کیونگ جین در نقش مادر هیونگ چول
- کیون می ری در نقش نامادری یون هیونگ چول

### حضور افتخاری
- لیتوک در نقش یک سینما رو
- سونگ ایل گوک در نقش یک گزارشگر میدانی (قسمت ۱۱)
- لی ته ران در نقش یک سلبریتی در فشن شو (قسمت ۱۲)
- لی اون جونگ در نقش یک مدل در فشن شو